# Glykeria
Glykeria (Glykeria Kotsoula Fotiadi) (în greacă:Γλυκερία Κοτσούλα Φωτιάδη, născută la 16 noiembrie 1953 la Aghio Pnevma) este o cântăreață greacă de muzică ușoară, mai ales laiko, rembetiko, pop, uneori folclor. Începând din anul 1977 ea a lansat peste 100 albume, din care mai multe de aur și platină
În afara Greciei,Ciprului și a diasporei grecești, a câștigat celebritate și în turnee de concerte și înregistrări în Franța, Spania, Anglia, Israel și Turcia.

## Biografie
Glykeria s-a născut sub numele Glykeria Katsoula la Pnevma Agio, astăzi parte a orașului Emmanuil Pappas, de lângă Serres, în Macedonia centrală.
Familia ei paternă Katsoulas își trage rădăcinile din Halicarnas (azi Bodrum) în Asia Mică. Mama ei este de origine cretană.
Tatăl și un unchi al ei știau să cânte la buzuki si din copilarie Glykeria s-a familiarizat cu tradiția cântecelor grecești din Asia Mică și în stil rembetiko. 
Glykeria și-a început cariera muzicală în anul 1974, interpretând cântece de Manos Hadjidakis, Mikis Theodorakis, Manos Loizos și alții, în  orașul vechi al Atenei.În anul 1978 a înregistrat împreună cu compozitorul Apostolos Kaldaras cântece din albumul acestuia, "Min Kanis Onira" (Nu-ți face visuri). În 1980 a lansat primul ei disc personal înregistrat în cursul unui turneu prin Grecia, împreună cu Iorgos Dalaras. În anul 1982 a reprezentat Grecia la Festivalul Europalia '82 la Bruxelles, împreună cu Sotiria Bellou, Iorgos Dalaras și Margarita Zorbala. Un moment decisiv în cariera ei l-a reprezentat discul de vinil  „Cântece din Smyrna” (CD în 1988). În anul 1983 a publicat albumul de rembetiko „De la Izmir la Pireus”. În 1985 un album dublu „Cântec sentimental”  care a cuprins șlagăre din caseta și discul Europalia  82, care i-au crescut popularitatea în țară. În 1986 cântăreața a efectuat un lung turneu  in Cipru, Anglia, Australia, Statele  Unite și Canada. _I-au urmat apoi și alte turnee in Europa, Turcia etc. 

În vara anului 1993 a dat primul ei concert în Israel. Ea a încheiat concertul cu versiunea ei pentru cântecul israelian Shabkhi Yerushalayim (Laudă Ierusalimul) al compozitorului Avihu Medina, pe care l-a cântat în originalul ebraic. După mai multe concerte in Israel, unde a înregistrat trei albume, inclusiv cu numere interpretate în ebraică, care au devenit albume de aur, Glykeria a devenit în acea perioadă cel mai popular cântăreț străin în Israel. Pe urmele lui Yehuda Poliker și Iorgos Dalaras, a contribuit la popularizarea muzicii rembetiko în Israel. În 1994 a primit cheia Ierusalimului din partea primăriei orașului. În anul 1999 a realizat două concerte cu Filarmonica israeliană din Tel Aviv, înregistrând la casa de discuri Sony Classical un disc apreciat. În anul 2001 a participat ca solistă vocală în albumul „Alif” al lui Omar Faruk Tekbilek. În anul 2002 a editat un album de cântece rembetiko în Turcia. În afara de aceasta a apărut în concerte alături de solista Areti Ketime.
Glykeria este căsătorită din anul 1978 cu muzicianul Stelios Fotiadis (născut în 1951), compozitor, aranjor, producător și textier, care i-a însoțit cariera și i-a scris numeroase melodii. Cuplul are un fiu, Konstandinos Fotiadis, și el compozitor.

## Discografie
- 1978: Min Kaneis Oneira Trela
- 1980: Sta Matia Kita Me
- 1981: Ta Smyrneika
- 1983: Apo ti Smyrni ston Peiraia
- 1984: Stin Omorfi Nyhta (Live)
- 1985: Tragoudi Esthimatiko
- 1986: Matia Mou
- 1987: Me Panselino
- 1988: Nea Selini
- 1990: Ola Mou Ta Mystika
- 1991: Ximerose
- 1992: I Hora Ton Thavmaton
- 1992: Nyhtes Magikes ki Oneiremenes (Live)
- 1994: Se Mia Schedia
- 1996: I Glykeria Tragoudai Antoni Vardi
- 1998: Maska
- 2000: Harama 2000 (Live)
- 2002: Ta Rebetika
- 2004: Aniksi
- 2006: Vrohi Ton Asterion
- 2008: Ta Themelia Mou Sta Vouna
- 2010: I Agapi Einai Eleftheri
- 2014: Kane kouragio ellada mou